# Myrmeciza
A Myrmeciza a madarak osztályának verébalakúak (Passeriformes) rendjébe és a hangyászmadárfélék (Thamnophilidae) családjába tartozó nem.

## Rendszerezésük
A nemet George Robert Gray írta le 1841-ben, az alábbi fajok tartoznak ide:
- Myrmeciza longipes

Áthelyezve az Aprositornis nembe:
- Myrmeciza disjuncta[2] vagy Aprositornis disjuncta[1]

Áthelyezve a Myrmelastes nembe:
- Myrmeciza hyperythra[2] vagy Myrmelastes hyperythrus[1]

Áthelyezve a Sipia nembe:
- Myrmeciza laemosticta[2] vagy Sipia laemosticta[1]
- Myrmeciza palliata[2] vagy Sipia palliata[1]
- Myrmeciza berlepschi[2] vagy Sipia berlepschi[1]
- Myrmeciza nigricauda[2] vagy Sipia nigricauda[1]

Áthelyezve az Ampelornis nembe:
- Myrmeciza griseiceps[2] vagy Ampelornis griseiceps[1]

Áthelyezve az Akletos nembe:
- Myrmeciza melanoceps[2] vagy Akletos melanoceps[1]
- Myrmeciza goeldii[2] vagy Akletos goeldii[1]
- Myrmeciza fortis[2] vagy Akletos fortis[1]
- Myrmeciza zeledoni[2] vagy Akletos zeledoni[1]
- Myrmeciza immaculata[2] vagy Akletos immaculatus[1]

Áthelyezve a Sciaphylax nembe:
- Myrmeciza hemimelaena[2] vagy Sciaphylax hemimelaena[1]
- Myrmeciza castanea[2] vagy Sciaphylax castanea[1]

Áthelyezve a Myrmoderus nembe:
- Myrmeciza ferruginea[2] vagy Myrmoderus ferrugineus[1]
- Myrmeciza loricata[2] vagy Myrmoderus loricatus[1]
- Myrmeciza ruficauda[2] vagy Myrmoderus ruficauda[1]
- Myrmeciza squamosa[2] vagy Myrmoderus squamosus[1]